# Sportdykning
Sportdykning är en aktivitet som utövas främst i rekreationssyfte. För att utöva sportdykning bör man inneha ett dykcertifikat från någon erkänd dykutbildningsorganisation.

## Historik
Jacques-Yves Cousteau anses av många vara fadern till dagens rekreationsdykning. Han var en fransk officer och tog fram den dykregulator som förser sportdykaren med luft ifrån en tryckflaska anpassat till omgivningens tryck.

## Grundutbildning
Olika organisationer utbildar sina dykare på olika sätt. Men i grund och botten kan man säga att man börjar med en grundutbildning som består av teori, pooldyk och uppdykning utomhus. Teorin består av kunskap om utrustning, risker med dykningen, att läsa dyktabeller, signaler som används i kommunikationssyfte under vattnet, fiskar och växter, samt information om vilka fortbildningsmöjligheter man har som dykare. Många organisationer kräver också att man klarar ett teoretiskt kunskapsprov. I poolen tränar man på övningar så som hantering av utrustning, ned- och uppstigning, problemlösning (till exempel slut på luft eller kramp), kommunikation och hovring. Ute i havet eller sjön ska de teoretiska och praktiska kunskaperna sättas ihop och man gör några dyk tillsammans som ett praktiskt kunskapsprov.

## Utrustning
Vanlig sportdykarutrustning består av: 
- ABC-utrustning; mask, fenor.
- baddräkt eller någon form av dräkt, kan vara våtdräkt, semidry eller torrdräkt med huva och handskar beroende på temperatur i vattnet.
- Flaska, eller flaskor med andningsgas.
- Regulator, levererar andningsgas från flaskan till dykaren.
- Manometer, mäter trycket av andningsluften som finns kvar i flaskan.
- BCD, dykväst som gör att dykaren kan hålla sig på önskat djup. Eller på ytan.
- Vikter, X antal kg bly som hjälper dykaren att sjunka när BCD:n töms på luft.
- Instrument för tid och djup, Kan vara djupmätare och klocka, bottomtimer, eller dykdator.
- Skärverktyg, exempelvis en kniv eller sax, att skära sig loss med om man fastnar.

Vanligt förekommande extrautrustning: 
- Snorkel, kan vara skönt att andas genom när man snorklar mot land om man kommer upp till ytan utan luft. Det är tungt att simma med dykutrustning.
- Kompass, gör det mycket enklare att hitta under vattnet.
- Visselpipa, att påkalla uppmärksamhet om man behöver hjälp på ytan.
- Lampa, För att lysa upp färger, skrevor eller under stenar, eller för nattdykning.
- Ytmarkeringsboj, Att skicka upp till ytan om man exempelvis inte hittar tillbaka till båten eller driver i strömmen så att båten man dyker från kan se var man befinner sig.
- Linrulle, med lina för att hitta tillbaka till utgångsplatsen, eller för att skicka upp en Ytmarkeringsboj.
- Skrivplatta, eller anteckningsblock för att skriva meddelanden till varandra eller anteckna under dyket.

Annan utrustning kan tillkomma beroende på vilken typ av dykning man ägnar sig åt.

## Fysik
Dykning omgärdas av många påtagliga fenomen.
- Refraktion ger en förstoring av vad dykaren ser under vattnet
- Ljud fortplantar sig snabbare och dykaren får svårighet att lokalisera ljudkällor
- Flytkraften påverkas av dykarens volym och förändras under nedstigning på grund av ökat tryck
- Gasblandningen som dykaren andas kan bli giftig med ökat partialtryck

Fysiker som beskrev några av dessa fenomen är
- Robert Boyle
- Jacques Charles
- John Dalton
- William Henry

## Dykutbildningsorganisationer
Informationen hämtad från Divers Community Scandinavia.
- PADI
- NAUI
- CMAS/SSDF
- IANTD
- GUE
- ANDI
- SDI/TDI

## Risker
När man dyker utsätter man kroppen för stora tryckvariationer. Detta kan i värsta fall leda till spruckna trumhinnor, squeeze, dykarsjuka eller luftemboli.
Till detta måste man se upp för kvävenarkos och syrgasförgiftning på grund av det ökade trycket.
Dagens sportdykare är efter utbildning väl informerade om riskerna och hur man undviker dem på bästa sätt, ändå sker det nästan varje år dödsolyckor i svenska vatten i samband med rekreationsdykning.